# Quercus macnabiana
Quercus macnabiana är en bokväxtart som beskrevs av George Bishop Sudworth. Quercus macnabiana ingår i släktet ekar, och familjen bokväxter. Inga underarter finns listade.